# Liste der Weihbischöfe in Bremen
Diese Liste der Weihbischöfe von Bremen zeigt alle in der Zeit von 1285 bis 1642 agierenden Weihbischöfe im Erzbistum Hamburg-Bremen auf.

## Geschichte
Weihbischöfe, lateinisch episcopi auxiliaris, auch Hilfsbischöfe genannt, sind Priester, die zu Bischöfen geweiht wurden, aber keine eigene Diözese leiten, sondern dem Ortsbischof zu Weihehandlungen (Firmung etc.) zur Verfügung stehen.
Sie erhalten aber ein historisches oder untergegangenes Bistum Titularbistum und den Titel Titularbischof.
Im Mittelalter und später hatten manche (Fürst-)Bischöfe auch deshalb einen Weihbischof zur Seite, weil sie selbst zwar als Fürst die Pfründe besetzten, aber nicht über die Bischofsweihe verfügten und für die Weihen daher notwendigerweise einen Weihbischof benötigten.
Soweit bekannt, verfügten die Bremer Erzbischöfe über die Bischofsweihe. Einige Fürstensöhne, wie Heinrich Graf von Schwarzburg (1463–1496) und Christoph Herzog von Braunschweig-Wolfenbüttel (1511–1558), wurden bereits im Jugendalter zum Erzbischof bzw. Koadjutor gewählt. Sie konnten daher nicht die Bischofsweihe empfangen, da sie noch nicht das dafür zuständige kanonische Alter von wenigstens 30 Jahren erreicht hatten. Heinrich von Schwarzburg war 23 Jahre alt als er gewählt wurde und Christoph von Braunschweig-Wolfenbüttel 24, als sein Vorgänger Johann Rode starb. Deshalb bestätigte Rom Heinrich von Schwarzburg zunächst auch nur als Administrator. Da beide ohne Bischofsweihe weder firmen, noch Priester oder Bischöfe weihen, noch Altäre konsekrieren konnten, hatten sie Weihbischöfe an ihrer Seite.

## Liste
Liste der Weihbischöfe in Bremen:
- Heinrich, Bischof von Pomesanien 1285–1295
- Konrad, Titularbischof von Magesensis, 1319
- Hermann, Titularbischof von Beloviensis 1320
- Nikolaus von Kesselhut auch Ketelhodt († 1331), 1312 bis 1331 Bischof von Verden, von 1324 bis 1327 Generalvikar des Erzbistums Bremen als Vertreter des in Rom weilenden Erzbischofs Jens Grand.
- Hildemar von Saldern, Titularbischof von Ortosia 1384–1418 (?)
- Erich, Titularbischof von Primisliensis, vor 1395
- Wichmann, Titularbischof von Bir Seba, seit 1446, auch Weihbischof von Cammin 1449
- Weribald von Heyß, OFM Titularbischof von Larissa, 1470 bis vor 1477
- Hermann Nortorp, O.P. Titularbischof von Belvoir, Weihbischof von Bremen-Hamburg, 1453–1467
- Johannes Wennecker der Ältere, OSA, 1454 Titularbischof von Larissa und Weihbischof im Oberstift Münster, Osnabrück und Bremen (?)
- Johannes von Meppen, Titularbischof von Larissa, Weihbischof von Osnabrück und Bremen, 1477–1496, Weihbischof von Münster, 1495–1496
- Hermann von Rethem, O.P., Titularbischof von Sebaste in Cilicia, Weihbischof in Bremen-Hamburg, 1482–1507
- Dietrich Huls, O.F.M., Titularbischof von Sebaste in Kilikien, Weihbischof von Bremen-Hamburg 1507–1528, 1516–1528 Weihbischof von Schwerin
- Christophorus Radelennes, O.P., Titularbischof von Constantia in Thracia, Weihbischof von Bremen-Hamburg, 1512–1536
- Johannes Pelcking (1573–1642), OFM, Titularbischof von Cardicio, Weihbischof in Paderborn, Bremen, Köln, Hildesheim, Minden, Münster, Osnabrück, Verden, 1619–1642, 1620–1642 Generalvikar des Bischofs von Paderborn